# Cophura
Cophura är ett släkte av tvåvingar. Cophura ingår i familjen rovflugor.

## Dottertaxa tillCophura, i alfabetisk ordning[1]
- Cophura acapulcae
- Cophura ameles
- Cophura apotma
- Cophura arizonensis
- Cophura atypha
- Cophura bella
- Cophura brevicornis
- Cophura caca
- Cophura calla
- Cophura clausa
- Cophura cora
- Cophura daphne
- Cophura dora
- Cophura feigei
- Cophura fergusoni
- Cophura fisheri
- Cophura flavus
- Cophura fur
- Cophura getzendaneri
- Cophura hennei
- Cophura hesperia
- Cophura humilis
- Cophura hurdi
- Cophura igualae
- Cophura luteus
- Cophura lutzi
- Cophura melanochaeta
- Cophura nephressa
- Cophura painteri
- Cophura picta
- Cophura pollinosa
- Cophura powersi
- Cophura pulchella
- Cophura rozeni
- Cophura rubidus
- Cophura scitula
- Cophura sculleni
- Cophura sodalis
- Cophura stylosa
- Cophura sundra
- Cophura tanbarki
- Cophura texana
- Cophura timberlakei
- Cophura tolandi
- Cophura trunca
- Cophura vanduzeei
- Cophura vandykei
- Cophura vera
- Cophura wilcoxi
- Cophura willistoni
- Cophura vitripennis
- Cophura zandra